# Blaž
Blaž je moško osebno ime.

## Slovenske različice imena
- moške različice imena: Blaško, Blažan, Blaže, Blažej, Blažek, Blaženko, Blažimir, Blažko, Blažo
- ženske različice imena: Blažka, Blaženka

## Tujejezikovne različice imena
- pri Angležih: Blaise, Blase, Blaize, Blaze
- pri Francozih: Blaise
- pri Nemcih: Blasuis (tudi latinsko)
- pri Italijanih: Biagio
- pri Madžarih: Balázs
- pri Poljakih: Błażej
- pri Prekmurcih: Balaž
- pri Hrvatih: Blaž (Vlaho - Dubrovnik)
- pri Makedoncih: Blaže
- pri Črnogorcih: Blažo
- pri Grkih: Βλασιος (Vlasios)
- pri Rusih: Влас (Vlas / Vlasij)
- pri Romunih: Vlasie / Blaj ?
- pri Špancih: Blas
- pri Portugalcih: Brás
- pri Kataloncih: Brais

## Izvor in pomen imena
Ime Blaž izhaja iz latinskega imena Blasius, to pa grškega Βλασιος (Blásios). Grško ime nekateri povezujejo z grškim pridevnikom βλασιος (blasiós) v pomenu besede »ki ima navzven ukrivljene noge, krivonog (noge na X)«. Ime Blasius najdemo tudi v latinščini, kjer beseda blaesus pomeni »jecljajoč, sesljav«. Gre torej za ime, ki prvotno pomeni neko telesno hibo.  Z razvojem krščanstva pa to ime  pripada sv. Blažu, ki je zaščitnik proti boleznim za grlo. Po drugih virih naj bi Blaž izviral iz staronemškega imena Blaz, ki pomeni neomajen zaščitnik.

## Pogostost imena
Po podatkih Statističnega urada Republike Slovenije je bilo na dan 31. decembra 2007 v Sloveniji število moških oseb z imenom Blaž: 6.417. Med vsemi moškimi imeni pa je ime Blaž po pogostosti uporabe uvrščeno na 36. mesto. Število Blažk je bilo tedaj 322, kar je bilo komaj 326. mesto. Zanimivo - na zahodnem delu Slovenije Blažk skoraj ni.

## Osebni praznik
V koledarju je ime Blaž zapisano 3. februarja (Blaž, škof in mučenec, † 3.feb. 316).

## Slavni nosilci imena
Blaise Pascal
Vedeževalec Blaž (Knez)

## Zanimivosti
- V Sloveniji sta dve cerkvi sv. Blaža.
- V koledarju je 3. feb. Blaž, škof in mučeneciz Sebaste v Mali Aziji, ki je umrl leta 316. Po legendi je ozdravil dečka , ki se je skoraj zadavil z ribjo kostjo. Zato velja za zavetnika proti kašlju, golši, otroškim boleznim, kugi, zobobolu, ter je zavetnik zdravnikov, gradbenikov, strojarjev, mavčarjev, klobučarjev in  tkalcev. Spada med 14 pomočnikov v sili.
- V zvezi z legendo o ozdravitvi dečka je Blažev blagoslov, pri katerem duhovnik podrži verniku dvoje prekrižanih sveč pod vratom in govori: »Po prošnji svetega Blaža, škofa in mučenca, te varuj Gospod bolezni v grlu in vsakega drugega zla v imenu Očeta in Sina in svetega Duha. Amen.«
- V zvezi z Blaževim blagoslovom je nastal tudi izraz blažev žegen v pomenu »kar je neučinkovito«, npr. Ta zdravila so blažev žegen.